# Bears Football Club
Maillots
Le Bears Football Club est un club bahaméen de football basé à Freeport.

## Palmarès
- Bahamas National Championship Final : 7

2002/2003, 2008/2009, 2009/2010, 2010/2011, 2011/2012, 2013, 2015/2016
- Bahamas FA Cup : 6

2002/2003, 2003/2004, 2005/2006, 2006/2007, 2010, 2011
- Bahamas President's Cup : 2

2009/2010, 2010/2011
- New Providence Football League : 5

2001/2002, 2002/2003, 2003/2004, 2007, 2008
- New Providence FA Cup : 6

2002/2003, 2003/2004, 2005/2006, 2006/2007, 2008/2909, 2011/2012
- Bahamas Charity Shield : 2

2010, 2011